# 松林别墅

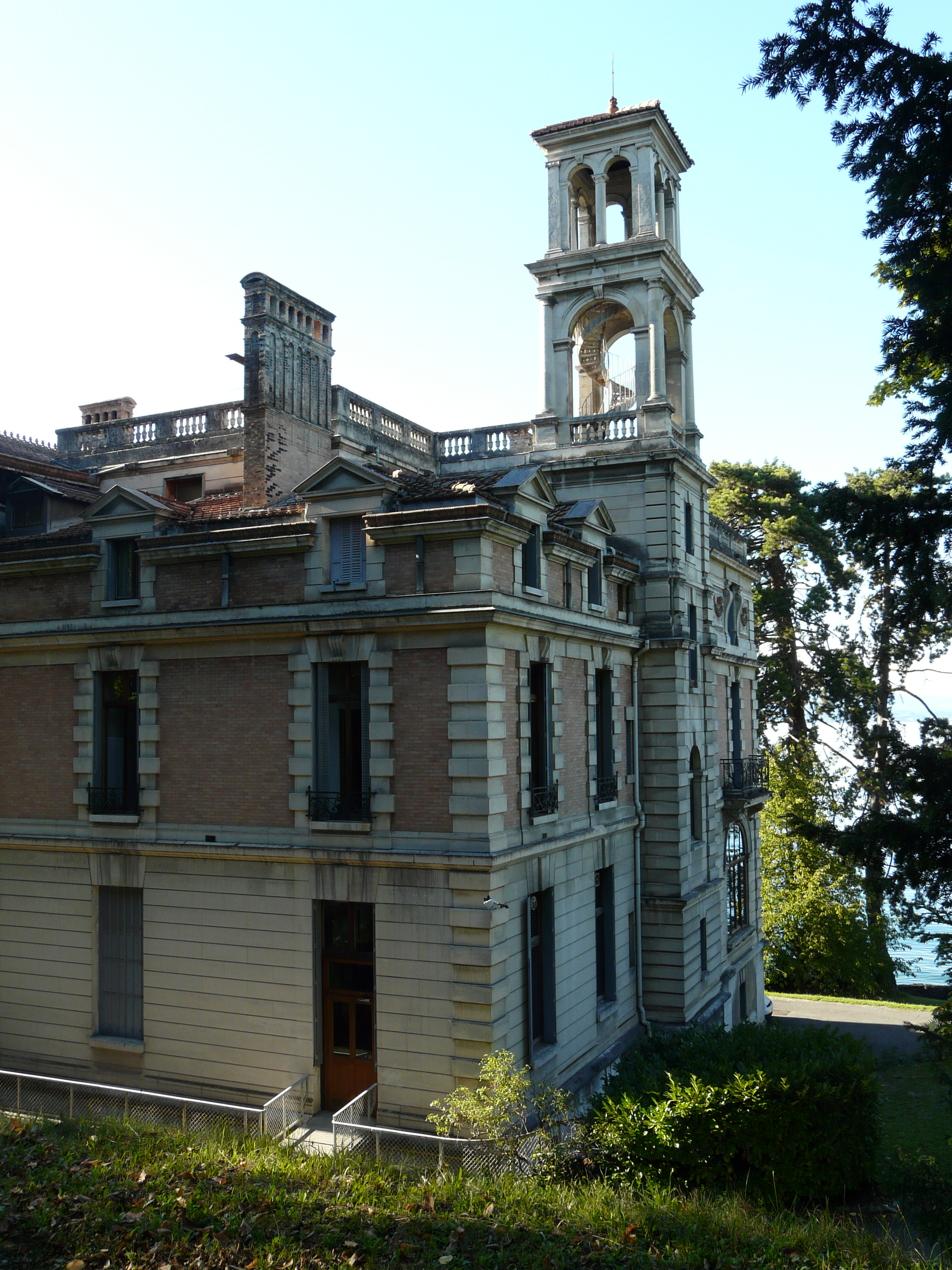
松林别墅

松林别墅（Villa La Sapinière）是法国罗纳-阿尔卑斯大区上萨瓦省埃维昂莱班的一座历史建筑。
1987年，该建筑被列为法国历史古迹。